# Jezebel (film din 1938)
Jezebel (titlul original: în engleză Jezebel) este un film dramatic american, realizat în 1938 de regizorul William Wyler având protagoniști pe Bette Davis și Henry Fonda. 

## Distribuție
- Bette Davis – Julie
- Henry Fonda – Preston Dillard
- George Brent – Buck Cantrell
- Margaret Lindsay – Amy Bradford Dillard
- Donald Crisp – dr. Livingstone
- Fay Bainter – mătușa Belle
- Richard Cromwell – Ted Dillard
- Henry O’Neill – Generalul Bogardus
- Spring Byington – dna. Kendrick
- John Litel – Jean Le Cour
- Gordon Oliver – Dick Allen
- Janet Shaw – Molly Allen
- Theresa Harris – Zette
- Margaret Early – Stephanie Kendrick
- Eddie Anderson – Gros Bat
- Irving Pichel – Huger
- Matthew Beard – Ti Bat
- Lou Payton – unchiul Cato

## Premii și nominalizări
- 1939: „Special Recommendation“ pentru William Wyler la Festivalul de film din Veneția
- 1939: Oscaruri
  - cea mai bună actriță (Bette Davis)
  - cea mai bună actriță în rol secundar (Fay Bainter);
- 1939: Nominalizări Oscar
  - cel mai bun film
  - cea mai bună imagine
  - cea mai bună coloană sonoră pentru Max Steiner
- 2009: Înregistrat în National Film Registry